# پترد
پترد (به مجاری:  Peterd) یک شهرداری در مجارستان است که در ناحیهٔ شیکلوش واقع شده‌است. پترد ۱۰٫۶ کیلومتر مربع مساحت و ۲۱۵ نفر جمعیت دارد.